# سيمون براينت
سيمون براينت (بالإنجليزية: Simon Bryant)‏ (22 نوفمبر 1982 ببرستل في المملكة المتحدة - ) هو لاعب كرة قدم بريطاني في مركز الوسط. لعب مع فوريست غرين ونادي بريستول روفيرز وMangotsfield United F.C. ‏ وCadbury Heath F.C. ‏ وTiverton Town F.C. ‏ وLongwell Green Sports F.C. ‏ وOldland Abbotonians F.C. ‏.

## وصلات خارجية
- سيمون براينت على موقع قاعدة بيانات كرة القدم.إي يو (الإنجليزية)
- سيمون براينت على موقع Soccerbase.com (لاعب) (الإنجليزية)